# Giuseppe Colucci (storico)
Giuseppe Colucci (Penna San Giovanni, 19 marzo 1752 – Fermo, 16 marzo 1809) è stato uno storico e antiquario italiano specializzato nelle antichità dell'Italia centrale.

## Biografia
Nacque a Penna San Giovanni nel 1752, figlio di Nicolantonio Colucci e Palma Martini. Iniziati gli studi presso il paese di nascita, li proseguì a Fermo coi gesuiti dal 1768. Nel 1775 divenne sacerdote e nel 1781 si laureò in diritto civile e canonico, divenendo poi rettore presso la medesima facoltà.
Appassionato di storia e archeologia, si impegnò ampiamente anche in ricerche in situ, attività per la quale ricevette elogi e che gli permise di stringere legami e contatti presso la curia e il mondo accademico culturale italiano. Come uso all'epoca per gli studiosi di maggior fama, venne accolto in varie accademie, fra le quali quella degli Erranti di Fermo, dei Georgici sollevati di Treia, della Clementina di Bologna e l'Arcadia di Roma (con lo pseudonimo di Lacinio Telamonio).
Fu un importante storico e studioso delle antichità dell'Italia centrale. Le sue opere più note sono le Antichità Picene, compendio composto da ben 32 volumi, e le Antichità Ascolane. Entrambe sono state ampiamente utilizzate dalla storiografia successiva. Nel 1786 pubblicò a Fermo, il primo volume delle Antichità Picene, che sarebbe divenuta la sua opera più importante. Il libro fu da Colucci dedicato a Pio VI, il quale ne fu fortemente colpito tanto da permettere allo studioso l'accesso alle biblioteche e agli archivi piceni, stabilendo inoltre che "ciascuna città, terra o castello del Piceno dovesse fornirsi di un esemplare dell'opera". Dopo aver fondato una propria tipografia, nel corso di un decennio Colucci produsse altri trenta volumi sul tema delle Antichità, più uno ulteriore composto da fascicoli di tavole. Per la redazione di tale opera monumentale, Colucci fece uso di un vero e proprio cenacolo di saggi, corredando i vari contributi con presentazioni e note. L'opera copriva una cronologia estremamente vasta: dall'età protostorica sino al tardo Medioevo. Pur criticata per l'organizzazione non sempre rigorosa e lo stile vario e talora campanilistico, divenne una fondamentale opera per lo studio della storia picena, tale da essere definita dall'Enciclopedia Treccani come "una fonte preziosa e insostituibile".
A causa degli eventi militari che coinvolsero il territorio italiano sul finire del XVIII secolo, nel 1797 Colucci sospese le pubblicazioni, pur continuando a raccogliere saggi e materiale, rimasti inediti, ma utili a comporre ulteriori venti volumi. Divenuto vicario generale a Orvieto nel 1800, per l'attività che lo impegnò fortemente non riuscì a tornare alla pubblicazione del materiale ulteriore. Morì a Fermo il 16 marzo del 1809.

## Opere
- Antichità Picene, in 32 volumi
- Antichità Ascolane